# هنش
هنش هي بلدية من بلديات هايتي. وهي عاصة الإدارة الوسطى، يبلغ عدد سكانها 102,745 نسمة وذلك حسب إحصائيات 7 أغسطس 2003. يبلغ ارتفاع المدينة عن سطح البحر قرابة 228 متر.

## أعلام
- بيدرو سانتانا